# Celles-sur-Plaine
Celles-sur-Plaine település Franciaországban, Vosges megyében. Lakosainak száma 751 fő (2022. január 1.). Celles-sur-Plaine Pierre-Percée, Moyenmoutier, Moussey, La Petite-Raon, Raon-l’Étape, Senones, Bionville, Neufmaisons és Allarmont községekkel határos.

## Népesség
A település népességének változása:
| Lakosok száma | 858  | 870  | 864  | 821  | 795  | 784  | 773  | 764  | 751  |
|               | 2013 | 2015 | 2016 | 2017 | 2018 | 2019 | 2020 | 2021 | 2022 |